# Rudolph Anton

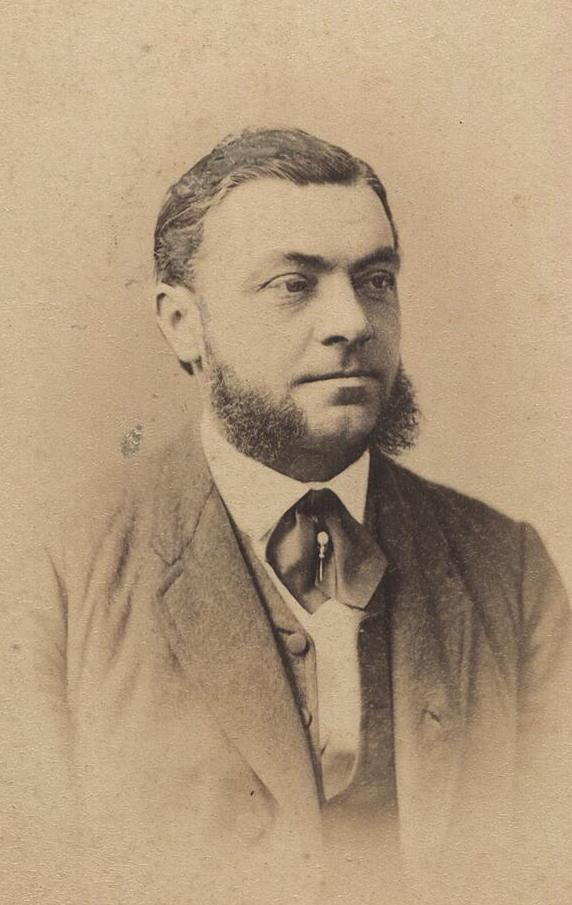
Rudolph Anton

Rudolph Anton (* 15. Dezember 1830 in Borna; † 11. November 1884 in Dresden) war ein deutscher Jurist und konservativer Politiker. 

## Leben
Der Sohn des Stadtrichters und Landtagsabgeordneten Wilhelm Anton in Borna besuchte das Gymnasium seiner Heimatstadt und die Thomasschule zu Leipzig. Von 1846 bis 1851 studierte er an der Universität Leipzig Rechtswissenschaften. Anschließend ließ er sich als Rechtsanwalt in Borna nieder. 1872/73 war er Mitglied der aus sieben Mitgliedern bestehenden Advokatenkammer in Leipzig. Ab 1873 war er als Geheimer Justizrat und Ministerialrat im Sächsischen Justizministerium tätig. Dort war er zugleich Mitglied der Prüfungskommission.
In einer Nachwahl wurde er 1872 im 12. städtischen Wahlkreis als Nachfolger von Karl Heinrich in die II. Kammer des Sächsischen Landtags gewählt, der er bis 1873 angehörte.

## Ehrungen
- Ehrenkreuz von Schwarzburg, I. Klasse
- Zivilverdienstorden (Sachsen),  Ritter